# Barrio de los espectáculos
El Barrio de los espectáculos (Quartier des spectacles) es un barrio cultural y artístico en Montreal, Canadá.

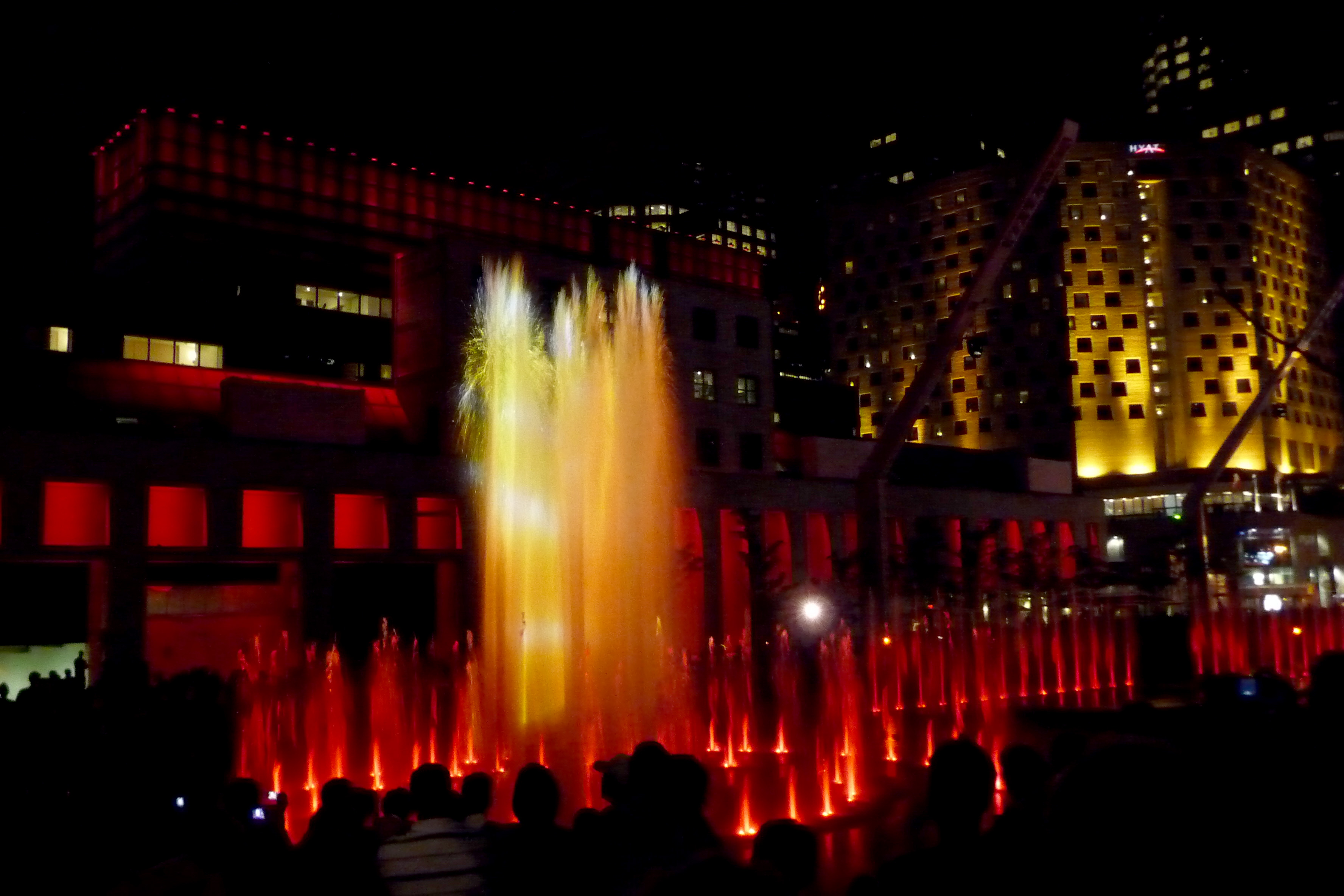
Plaza de los Festivales en el Barrio de los espectáculos en Montreal